# メガネコウライウグイス
メガネコウライウグイス（眼鏡高麗鶯、Sphecotheres vieilloti）は、コウライウグイス科に属する中型の鳥でありよく目立つ。
本種は、以前には S.viridis の1亜種と考えられ、英名では単に Figbird （この名称は、本種が唯一のメガネコウライウグイス属となるオーストラリアでは今も一般的に用いられる）と呼ばれた。

## 分布
オーストラリア北・東部、パプアニューギニア南部、インドネシアのカイ諸島の木の茂った生息地に広範囲に分布する。

## 形態
全長およそ28cm (27-29.5cm) で、他のコウライウグイス科の鳥と同様の外観をもつ。コウライウグイス類は性的二形（雌雄異色）であり、種における差異はもっぱら雄に限られる。すべての亜種の雄は、尾が黒くて外側尾羽にはっきりとした白色があり、下尾筒は白く、初列風切は黒みを帯び、頭部は黒く、顔の皮膚の鮮やかな赤色が目立ち、くちばしは黒くて基部が赤く、足は桃色みを帯びる。基亜種 (S. v. vieilloti) は、体の大部分が黄緑色で、喉、頸、胸は灰色。亜種 cucullatus 、 ashbyi 、flaviventris は、基亜種より黄緑色に黄色みがあり、下面は鮮やかな黄色（喉を含む）。亜種 salvadorii は、他の亜種に似るが、喉、襟（えり）、胸が灰色で、基亜種によく似ており、そのことからオーストラリアにおいては基亜種と flaviventris との間に、あまり違わない中間の外観の 交雑種が一部生じている。
雌は淡褐色で、上面は鈍い褐色みを帯び、下面は白くてはっきりとした暗色の縞がある
。また、顔の皮膚は灰色みがあり、くちばしは灰黒色。幼鳥は雌に似るが、下面の縞がそれほどはっきりとしていない。
分布域における他のコウライウグイス類として、チャイロコウライウグイス (Oriolus szalayi) やシロハラコウライウグイス (Oriolus sagittatus) は一見よく似るが、成鳥のくちばしは全体が紅色である。

## 生態
メガネコウライウグイスは、多くの異なる短い鳴き声をあげ、さらに他の鳥類、例えばオウムや他のコウライウグイスの声を真似る。さえずりは一連の単純な鳴き声からなる。
英名における Figbird （fig＝イチジク）から示唆されるように、メガネコウライウグイスはほとんど果食性であるが、小型の昆虫、花蜜、小さな種子も採餌する。ほとんどが留鳥（南のものは渡るともされる）で、餌の採取性に応じて移動する。
ほとんどのコウライウグイス類とは異なり、メガネコウライウグイスは群れをつくり、非繁殖期にはときに20-40羽の群れを形成し、また同様に少数の緩いコロニーにおいて繁殖する。薄い椀形の巣が植物素材より作られ、通常、木の比較的高い場所に置かれる。一度に2-4卵が雌雄により抱卵され、一般に16-17日で孵化する。 攻撃的なテリオウチュウ (Dicrurus bracteatus) やトサカハゲミツスイ (Philemon buceroides) に近接した営巣が記録されており、それはおそらく潜在的な捕食者を巣に近づけないという利点を得るものである。メガネコウライウグイスは、ときにオーストラリアオニカッコウ (Eudynamys orientalis) による托卵に見舞われる。

## 分類
伝統的に、メガネコウライウグイスはすべて単一種 (S.viridis) の一部と見なされていたが、最近の主な専門家においては皆、メガネコウライウグイス (S. viieilloti) 、チモールメガネコウライウグイス (S. viridis) 、ウェタルメガネコウライウグイス (S. hypoleucus) の3種に分類している。その分類は、主として測定値や羽毛の差および生物地理学に基づいている。
さらにメガネコウライウグイスは、ときに別個の2種として、北部のキバラメガネコウライウグイス Yellow Figbird (S. flaviventris) とSouthern Figbird (S. vieilloti) に分割されることがあるが、2種の接する中間域が広範囲にわたっており、それらは単一の生物学的種の一部であるという考えが支持されている。

### 亜種
メガネコウライウグイスは5亜種（または3亜種）に分類される。
- S. v. cucullatus - インドネシアのカイ諸島（S. v. flaviventris ともされる[2]）。
- S. v. flaviventris （亜種キバラメガネコウライウグイス[4]）- オーストラリア北東部（クイーンズランド州北部、南はケアンズ周辺まで[2]）。
- S. v. salvadorii - パプアニューギニア南部（S. v. vieilloti ともされる[2]）。
- S. v. vieilloti （基亜種） - オーストラリア南東および中東部。
- S. v. ashbyi - オーストラリアの西オーストラリア州北部およびノーザンテリトリー。

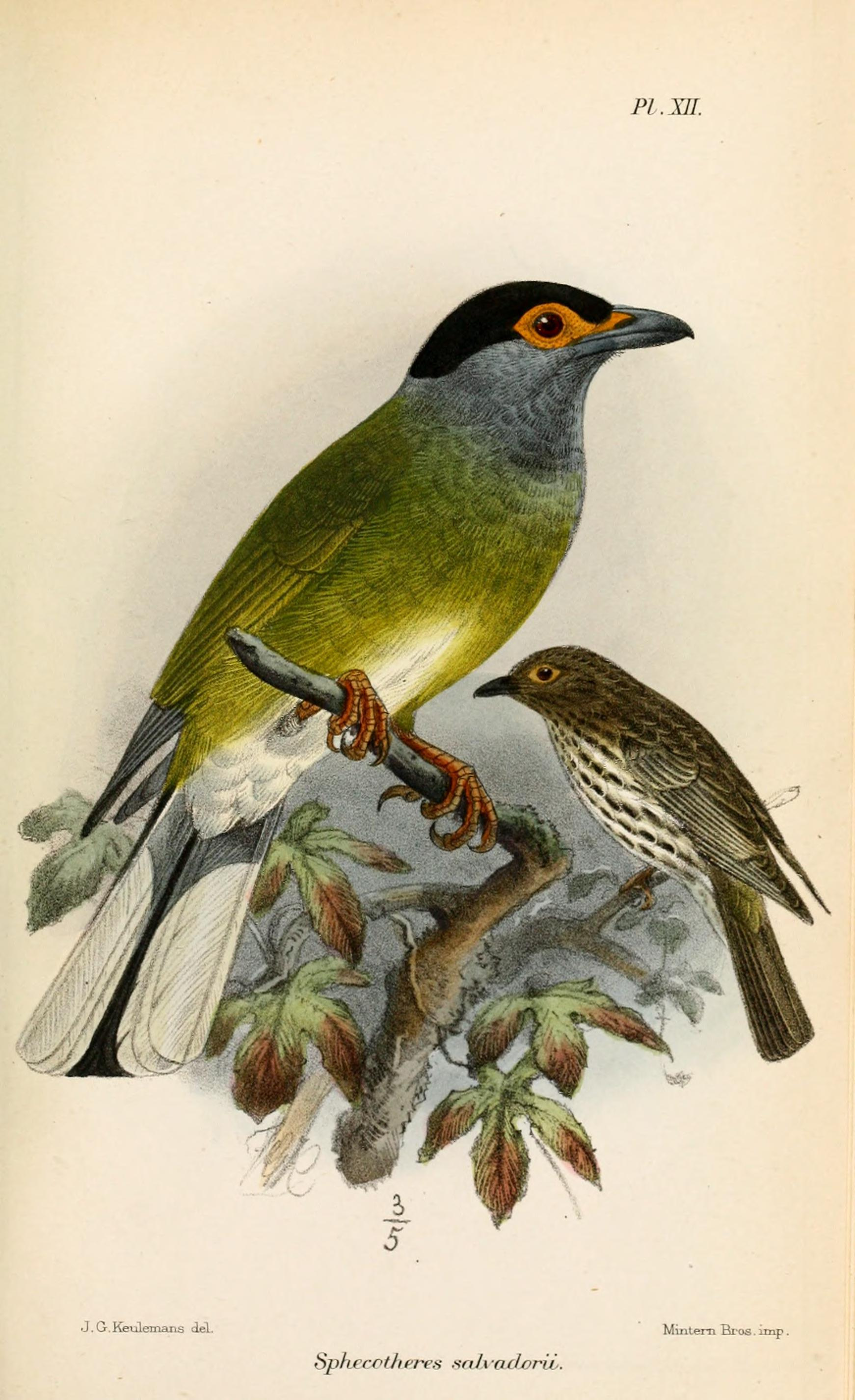
亜種 S. v. salvadorii
（画: Keulemans, 1877）

## 保全状況評価
分布域の大部分において普通種であり、多くの保護地域で見かける。それにより本種はバードライフ・インターナショナルや国際自然保護連合 (IUCN) により軽度懸念 (Least Concern) に評価されている。